# 山田上口駅

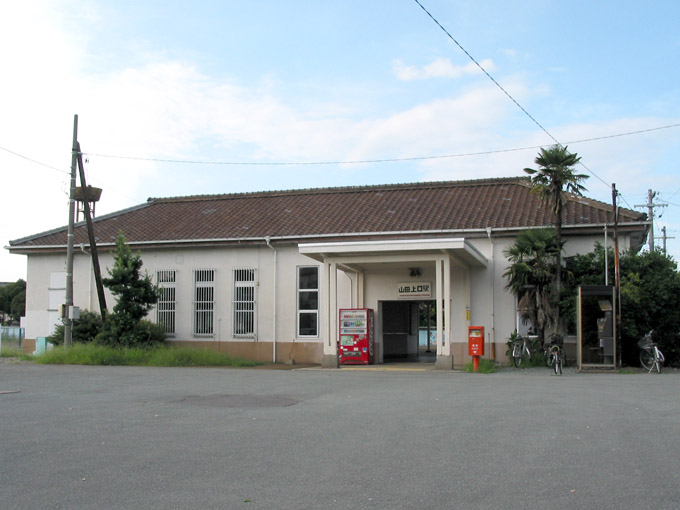
2018年に閉鎖された旧駅舎

山田上口駅（やまだかみぐちえき）は、三重県伊勢市常磐一丁目にある、東海旅客鉄道（JR東海）参宮線の駅である。
快速「みえ」は、伊勢市駅発着列車（下り4本・上り1本）のみ停車する。

## 歴史

### 年表
- 1897年（明治30年）11月11日：参宮鉄道宮川駅 - 山田駅（現・伊勢市駅）間延伸時に筋向橋駅（すじかいばしえき）として開設[2]。
- 1907年（明治40年）10月1日：国有化[2]、帝国鉄道庁の駅となる。
- 1909年（明治42年）10月12日：線路名称制定、参宮線所属となる[2]。
- 1916年（大正5年）11月：宇治山田市長が鉄道院総裁に、駅名改称及び通過列車廃止の請願提出[3][4]。
- 1917年（大正6年）10月10日：山田上口駅（やまだかみぐちえき）に改称[2]。
- 1930年（昭和5年）12月：駅舎竣工（2代目?）。
- 1980年（昭和55年）9月1日：貨物取扱廃止[5]。
- 1983年（昭和58年）12月21日：無人駅化[6]。跨線橋が竣工する[7]。荷物扱い廃止[5]。
- 1987年（昭和62年）4月1日：国鉄分割民営化に伴い、JR東海の駅となる[2]。
- 2017年（平成29年）7月31日：この日の最終列車を最後に2番のりば（鳥羽方面）使用停止、翌日始発列車から上下共に1番のりばのみ使用とする[要出典]。これに伴い、跨線橋も廃止された。
- 2018年（平成30年）11月28日：この日限りで駅舎閉鎖。新駅舎は2019年竣工[8]。

### 駅名改称等の請願（1916年）
1916年（大正5年）11月、宇治山田市長より、鉄道院総裁宛てに、『参宮線筋向橋駅名改称并通過列車廃止ノ儀ニ付請願』（参宮線筋向橋駅の駅名改称と通過列車廃止の請願）が提出されている。要約は以下の通り。
- 駅名となっている筋向橋は駅から数百間も離れた小橋であり（実際は駅から約400m南にある）、旅客等が混乱する。
- 駅名が読みにくい。
- 駅周辺は産業が発展し、観光地でもあるが、通過列車が多く、不便である。
- 駅名を「宮川」または「山田上口」と変更すると共に、全列車を停車させて欲しい。

## 駅構造
線路南側に単式ホーム1面1線を有する地上駅。
伊勢市駅管理の無人駅。2018年まで使用されていた駅舎は、背が高い木造モルタルのもので、2台の自動券売機が稼動していた。また、無人駅化後も暫くの間はキヨスクが営業していほか、伊勢神宮奉納全国花火大会開催日のみ臨時で駅員が配置されていた。2019年に改築された駅舎は簡素なもの（読売新聞によれば「バス停のような駅」）となり、自動券売機は撤去されたほか、数名が座れるベンチが設置された待合室があるのみとなっている。また、併せて跨線橋も撤去された。

2017年7月31日までは相対式ホーム2面2線を有する構造であった。2017年7月31日までは南側ホームが1番線、北側が2番線とされ、それぞれ亀山方面、鳥羽方面列車が発着し、両ホームは跨線橋で連絡していた。

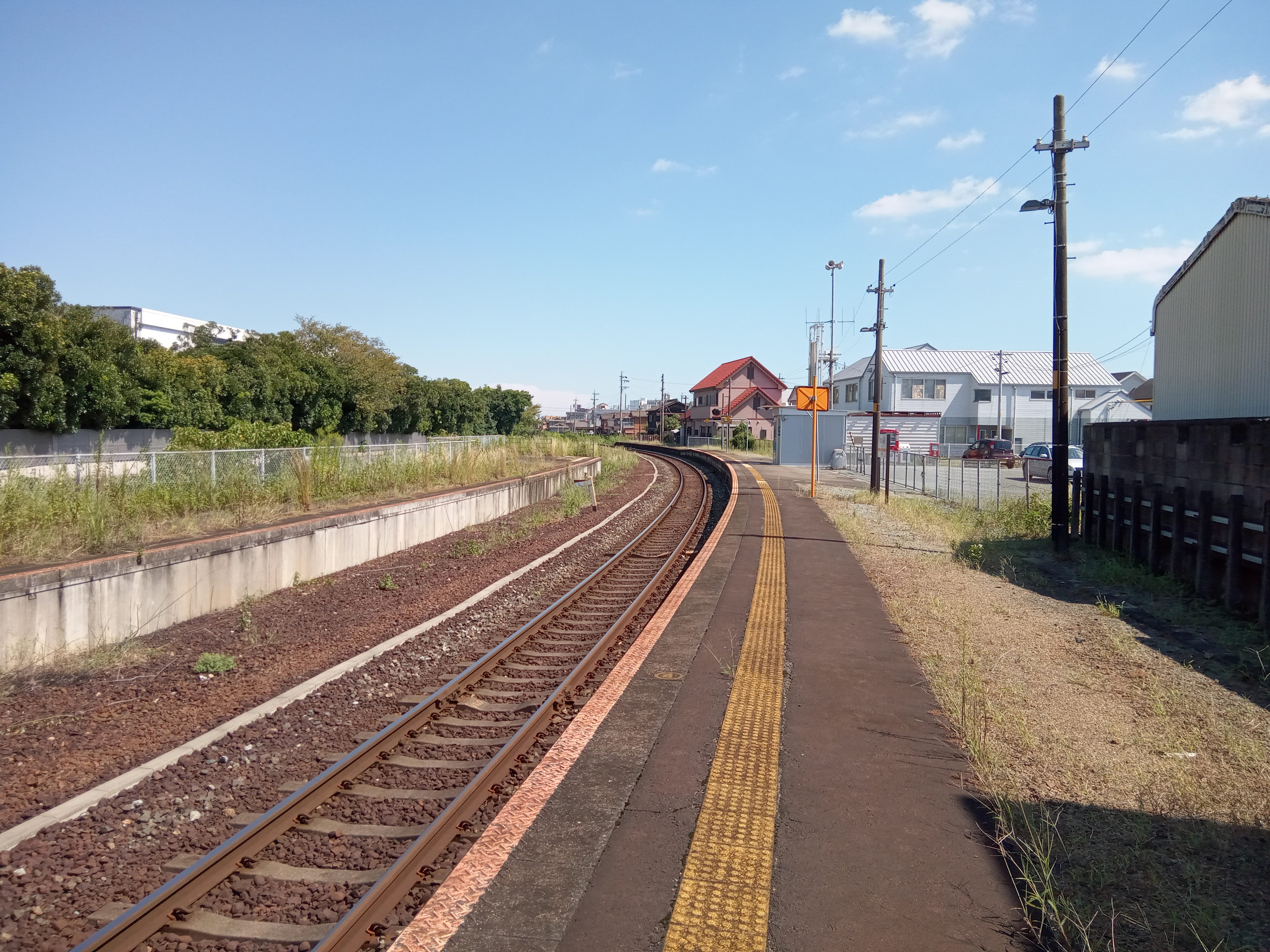
ホーム（2022年9月）

## 利用状況
「三重県統計書」によると、近年の1日平均乗車人員の推移は以下の通り。
| 年度               | 1日平均 乗車人員 |
| ------------------ | ---------------- |
| 1998年（平成10年） | 106              |
| 1999年（平成11年） | 94               |
| 2000年（平成12年） | 93               |
| 2001年（平成13年） | 84               |
| 2002年（平成14年） | 83               |
| 2003年（平成15年） | 82               |
| 2004年（平成16年） | 78               |
| 2005年（平成17年） | 89               |
| 2006年（平成18年） | 103              |
| 2007年（平成19年） | 93               |
| 2008年（平成20年） | 90               |
| 2009年（平成21年） | 86               |
| 2010年（平成22年） | 97               |
| 2011年（平成23年） | 96               |
| 2012年（平成24年） | 93               |
| 2013年（平成25年） | 114              |
| 2014年（平成26年） | 103              |
| 2015年（平成27年） | 103              |
| 2016年（平成28年） | 97               |
| 2017年（平成29年） | 96               |
| 2018年（平成30年） | 109              |
| 2019年（令和元年） | 120              |
| 2020年（令和02年） | 109              |
| 2021年（令和03年） | 79               |
| 2022年（令和04年） | 96               |

## 駅周辺

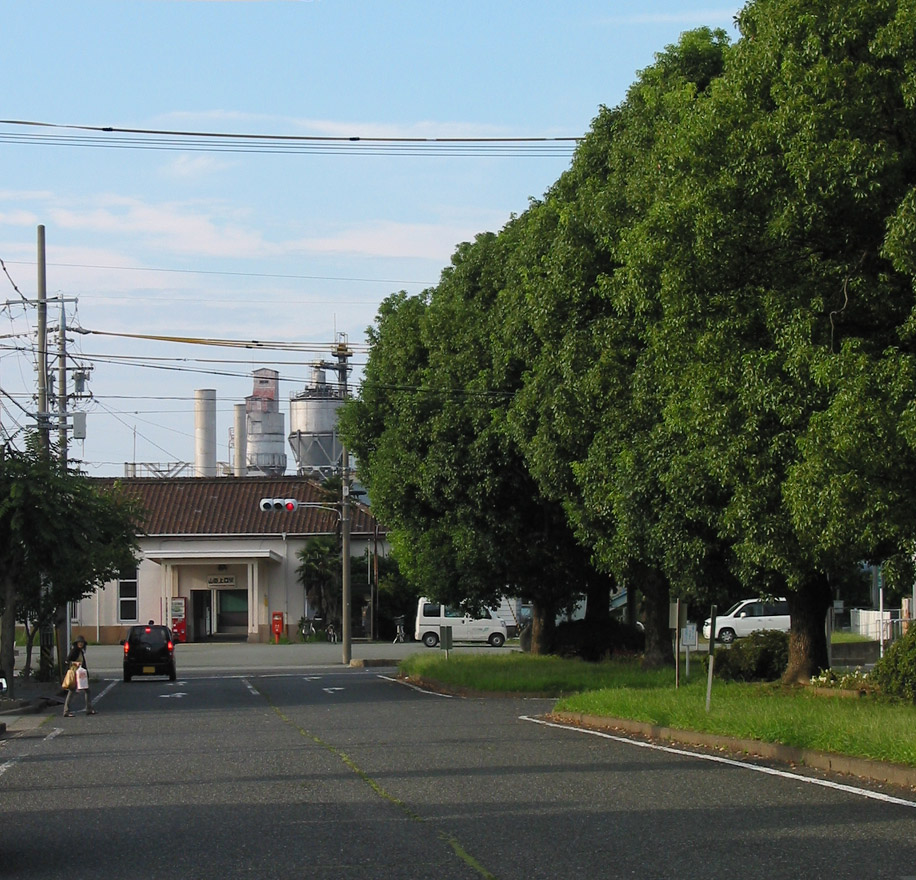
駅前通（中央分離帯にはクスノキの並木）

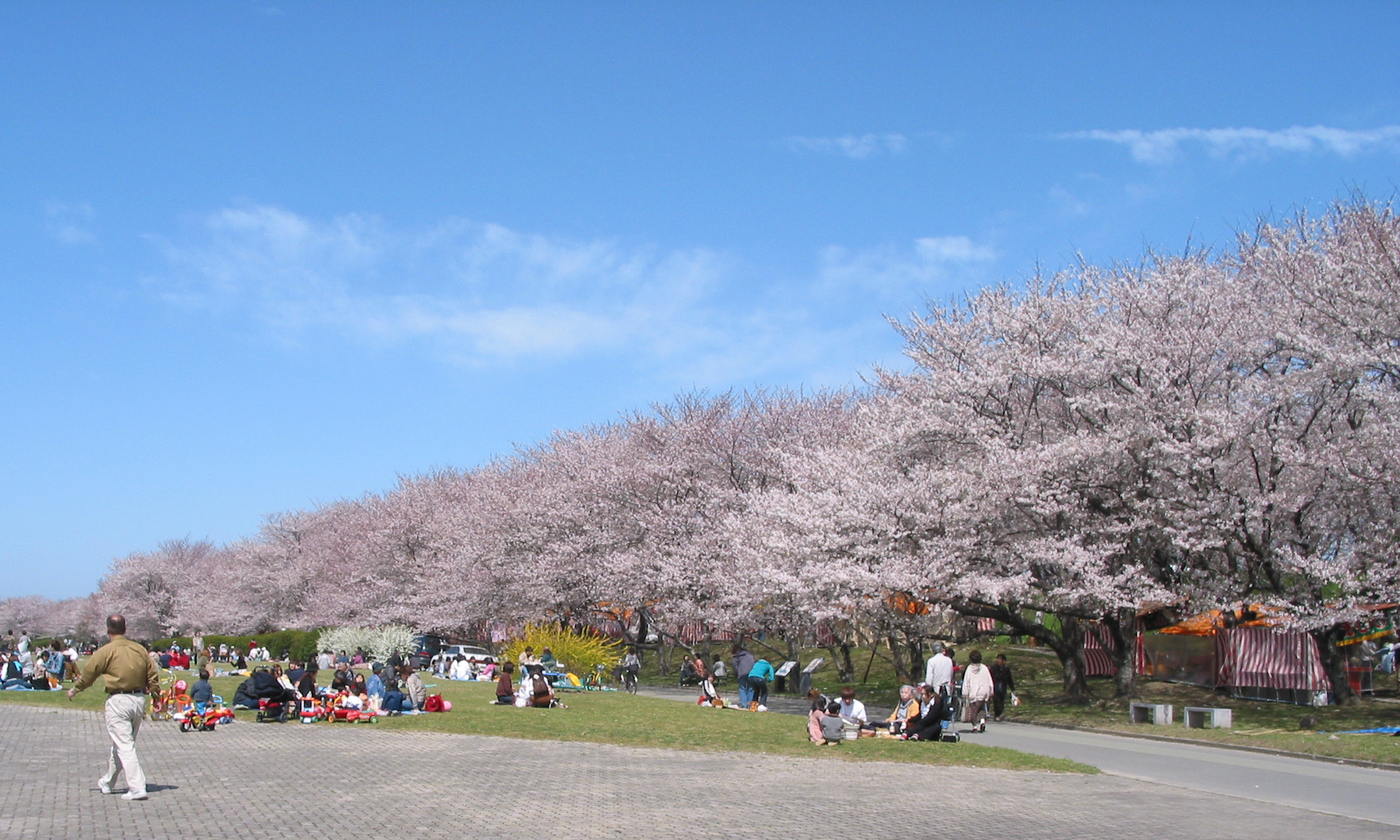
宮川堤の桜

駅裏手（北）には横浜ゴムの三重工場がある。正面（南）は非常に開けた伊勢市街地である。クスノキの並木が続くロータリーがある。
- 伊勢市消防署西分署
- 伊勢慶友病院
- 三重県立宇治山田高等学校
- 伊勢市立中島小学校
- 伊勢市立早修小学校
- 三十三銀行辻久留支店
- 百五銀行筋向橋支店
- 伊勢筋向橋郵便局
- 御薗郵便局
- ぎゅーとらコア店
- 近鉄山田線宮町駅
- 宮川堤：日本さくら名所100選に選定されている桜の名所。
- 宮川橋梁」参宮線撮影ポイントとして鉄道ファンには有名である[2]。
- 宇須乃野神社・県神社
- 草奈伎神社・大間国生神社
- 清野井庭神社
- 上社・志等美神社・大河内神社・打懸神社
- 筋向橋：当初の駅名となった橋。伊勢街道（参宮街道）と伊勢本街道の合流点にある。宮川支流・清川に架けられていた。現在の清川は暗渠となっており、形だけの欄干が造られている。

## バス路線
「山田上口」停留所より、三重交通や三交伊勢志摩交通が運行する路線バスが発着する。
- 13系統：伊勢市駅前・有滝 / イオン伊勢店
- 25系統：田間・上田口・注連指 / 山商前
- 26系統：中村 / 山商前
- 13・25・26系統：伊勢市駅前
- 80系統：五ヶ所 / 宇治山田駅前 / 神津佐

## 隣の駅
※当駅に一部が停車する快速「みえ」の隣の停車駅は列車記事を参照のこと。
東海旅客鉄道（JR東海）
■参宮線
■快速「みえ」
通過
■快速「みえ」（朝夕の一部列車）
宮川駅 - 山田上口駅 - 伊勢市駅
■普通
宮川駅 - 山田上口駅 - 伊勢市駅